# Elezioni presidenziali in Algeria del 1984
Le elezioni presidenziali in Algeria del 1984 si sono tenute il 12 gennaio. Chadli Bendjedid, leader del Fronte di Liberazione Nazionale (unico partito politico legale del paese), è stato rieletto con il 99,42% dei voti, con un'affluenza del 96,28%.

## Risultati
| Candidati            | Liste                           | Voti      | %     |
| -------------------- | ------------------------------- | --------- | ----- |
| Chadli Bendjedid     | Fronte di Liberazione Nazionale | 9.664.168 | 99,42 |
| Contro               | Contro                          | 56.462    | 0,58  |
| Totale               | Totale                          | 9.720.630 | 100   |
| Schede bianche/nulle | Schede bianche/nulle            | 56.322    |       |
| Totale               | Totale                          | 9.776.952 |       |